# Vom Bauer, der Schlange und der Füchsin
Vom Bauer, der Schlange und der Füchsin ist ein Volksmärchen (AaTh 179 B oder 155) aus Griechenland, Mazedonien., Bulgarien und Lettland. Das Motiv ist auch in Österreich und dem italienischen Teil der Schweiz bekannt.

## Handlung
Ein Bauer will das letzte Stück seines Ackers urbar machen, wofür er ein paar Dornsträuche verbrennen muss. In diesen wohnt jedoch eine Schlange, die den Bauern bittet ihr einen Stock hinzulegen, damit sie aus dem Feuer entkommen kann. Dieser kommt ihrer Bitte nach, doch daraufhin fällt die dem Tode Entronnene den Bauern an und umschlingt ihn, mit der Absicht ihn zu fressen. Miteinander im Kampfe, kann jedoch keiner der beiden Kontrahenten die Oberhand erringen, also einigen sie sich darauf ihren Zwist von drei Richtern entscheiden zu lassen.
Zuerst fordern sie eine von den Menschen verstoßene Mähre dazu auf ihnen Recht zu sprechen, die dafür ist, dass die Schlange den Bauern fressen solle. Danach begegnen sie einem Maulesel, der derselben Meinung ist. Als sie aber eine Füchsin treffen, meint diese, dass beide, der Ordnung halber, getrennt auf zwei Seiten vor dem Gericht stehen müssen, damit sie das Urteil verkünden könne und als sich die Schlange von dem Bauern löst, fordert die Füchsin den Bauern auf, Gebrauch von einem Knüppel zu machen, woraufhin dieser die Schlange erschlägt.
Zum Dank verspricht der Bauer der Füchsin ein paar Küchlein zu bringen, doch seine Frau schilt ihn für die Idee und schlägt ihm stattdessen vor, ein paar Jagdhunde in einen Sack zu stecken und diesen der Füchsin zu bringen. Gefallen daran gefunden, setzt der Bauer den Vorschlag um, was der freudig erwartenden Füchsin eine böse Überraschung beschert, der sie letztendlich aber entkommen kann. Daraufhin fragt sie sich, da keiner ihrer Ahnen Richter war, was ihr denn in den Sinn gekommen war Recht sprechen zu wollen.

## Hintergrund
Die griechische Version von Johann Georg von Hahn stammt aus Kapessowo in Epirus und wurde in dessen Werk Griechische und Albanesische Märchen unter dem Titel Vom Bauer, der Schlange und der Füchsin veröffentlicht. Eine weitere, sehr ähnliche griechische Version aus einer Sammlung aus Lesbos, findet sich im Laographischen Archiv der Akademie Athen und erhielt im Deutschen den Titel Der Mensch, die Schlange und der Fuchs.
In einer etwas anderen griechischen Version ist es ein Fischer, der eine Amphore aus dem Wasser fischt und daraus eine undankbare Schlange befreit. Der Fuchs als Richter schlägt sich auf die Seite des Fischers, von dem er als Dank einen satten Fang erwarten kann. Er gibt vor den Fall genau nachvollziehen zu wollen und verleitet die Schlange dazu in die Amphore zurückzukriechen, da der Anfang des Streits vermeintlich dargestellt werden soll. Danach wird das Gefäß zurück ins Meer geworfen. Diese Version wurde in Jorge Levkopolis Werk Cuentos de las islas de Grecia (C. d. Bolivar, 1945) auf Seite 68 veröffentlicht. Sie stammt aus Thasos und bekam im Deutschen den Titel Die Schlange in der Amphore. Die Geschichte ist alt und wurde bereits kurz nach 1100 unter dem Titel De homine et serpente im fünften Exempel von Petrus Alfonsis Disciplina clericalis veröffentlicht. Handlungsort ist dort nicht das zu Griechenland besser passende Fischermillieu, sondern der Wald.
Eine mazedonische Version ist der Amphoren-Version sehr ähnlich, mit der Ausnahme, dass der Fuchs zum Schluss, auf Betreiben der Frau des Mannes, tödliche Bekanntschaft mit einer Hündin machen muss. Die Version stammt aus Prilep und ist Teil der Sammlung von Marko Kostov Cepenkov. Der deutsche Titel lautet Der Fischer, die Schlange, der Jagdhund, das Pferd und der Fuchs. Die gleiche Handlung findet sich in einer bulgarischen Version, die von D. Stojkov in der Umgebung von Sofia aufgezeichnet wurde und als Der Fuchs als Richter übersetzt wurde. Diese Version ist auch bei Václav Frolec Nr. 6, S. 24–26 zu finden. In Elena Ognjanowas Märchen aus Bulgarien wird auf zahlreiche Parallelen zum türkischen Märchengut hingewiesen, auch spreche die Vielzahl der indischen Varianten vom AaTh-Typ 155 für eine orientalische Herkunft des Märchens. Eine weitere, gleichnamige bulgarische Version des Sammlers D. Stojnov, kommt ohne Amphore aus.
Eine lettische Version, die im Kreis Riga aufgezeichnet wurde und die im Deutschen den Titel Wie der Mann den Bären und den Fuchs besiegte bekam, enthält als undankbaren Geretteten einen Bären. Das Werk Lettische Märchen und Sagen, Nach Ansis Lerhis-Puškaitis und anderen Quellen zusammengestellt und redigiert von Prof. P. Šmits (Riga 1925–1937, 15 Bände) verzeichnet 4 Varianten des Märchens, Alma Mednes Lettische Tiermärchen (Riga 1940) derer sogar 37. Nach Ojārs Ambainis’ Lettische Volksmärchen orientiere sich das Märchen an einer Fabel Äsops. Das Motiv stamme wahrscheinlich aus Indien und werde in lettischen Märchen oft lokalisiert. In Josef Haltrichs Der Wolf als König, der Fuchs sein Minister aus dem Werk Deutsche Volksmärchen aus dem Sachsenlande in Siebenbürgen (Berlin 1856) ist der Retter der Schlange ein Hase, den diese fressen will, woraufhin der urteilende Fuchs den Hasen selbst auffrisst.
In Jolanda Bianchi-Polis italienischer Version aus dem Schweizer Tessin, die den Titel Der Bauer und die Schlange trägt, ist es ein Affe, der den Hund, das Pferd und die Katze mit Weisheit umstimmen kann und zuletzt die Schlange dazu bringt, wieder in ihr Mauerloch zu schlüpfen, in dem sie gefangen war, woraufhin der Bauer sie mit einem Stein wieder darin einsperrt. In dem Werk Die Märchen der Weltliteratur – Märchen aus dem Tessin von Pia Todorović-Strähl und Ottavio Lurati wird vermerkt, dass die undankbare Schlange schon bei Äsop vorkam, die richtenden Tiere aber erst später Teil der Erzählung wurden.